# Serghei Bolgarin
Serghei Bolgarin (în rusă Сергей Болгарин; n. 10 octombrie 1925, Corotna, raionul Slobozia, RSS Ucraineană, URSS – d. 10 februarie 2002, Pokrovka, Raionul Razdelna, Odesa, Ucraina) a fost un militar sovietic moldovean, Erou al Uniunii Sovietice. 

## Biografie
S-a născut în satul Corotna din raionul Slobozia, RASS Moldovenească, URSS (actualmente în Transnistria, Republica Moldova). A lucrat ca montator la o fabrică. La începutul celui de-Al Doilea Război Mondial, a fost evacuat. A lucrat la construcția căii ferate Kizliar–Astrahan.
A fost recrutat în Armata Roșie în 1943 de către biroul de înrolare al raionului Kizliar al RASS Dagestan.
A luptat pe fronturile baltice și bieloruse. A fost grav rănit și contuzionat la traversarea râului Neman, regiunea Grodno.
După război a lucrat în domeniul economic, din 1950 ca maistru al unei brigăzi de tractoare. A devenit membru al PCUS în 1962.
A murit pe 10 februarie 2002 în satul Pokrovka, regiunea Odesa (Ucraina), fiind înmormântat în cimitirul satului. Numele militarului poartă străzi din orașele Grodno și Lida din Belarus.